# 안남땃쥐
안남땃쥐(Crocidura annamitensis)는 베트남에서 서식하는 작은 땃쥐류의 일종이다. 안남산맥에서 발견되며, 몸길이는 6cm 이하로 작고 몸은 회색을 띤다. 비교적 짧은 꼬리를 갖고 있다.